# Działko automatyczne 2A42
Działko 2A42 – działko automatyczne kalibru 30 mm  powstałe w ZSRR.

## Historia
Zostało skonstruowane w latach 70. XX wieku przez biuro KBP (główny konstruktor działka Arkadij Szypunow). Zostało wprowadzone do uzbrojenia w 1980 jako pokładowe uzbrojenie śmigłowców i bojowych wozów piechoty ZSRR, a po jego rozpadzie jest użytkowane przez siły zbrojne Federacji Rosyjskiej. 

## Zasada działania
Działko działa na zasadzie odprowadzania gazów prochowych przez boczny otwór w lufie. Ryglowanie poprzez obrót zamka wymuszony ruchem suwadła. Działko ma podwójne gniazdo do zasilania z taśmy amunicyjnej, dzięki czemu mogą być podłączone do działka jednocześnie dwie taśmy.

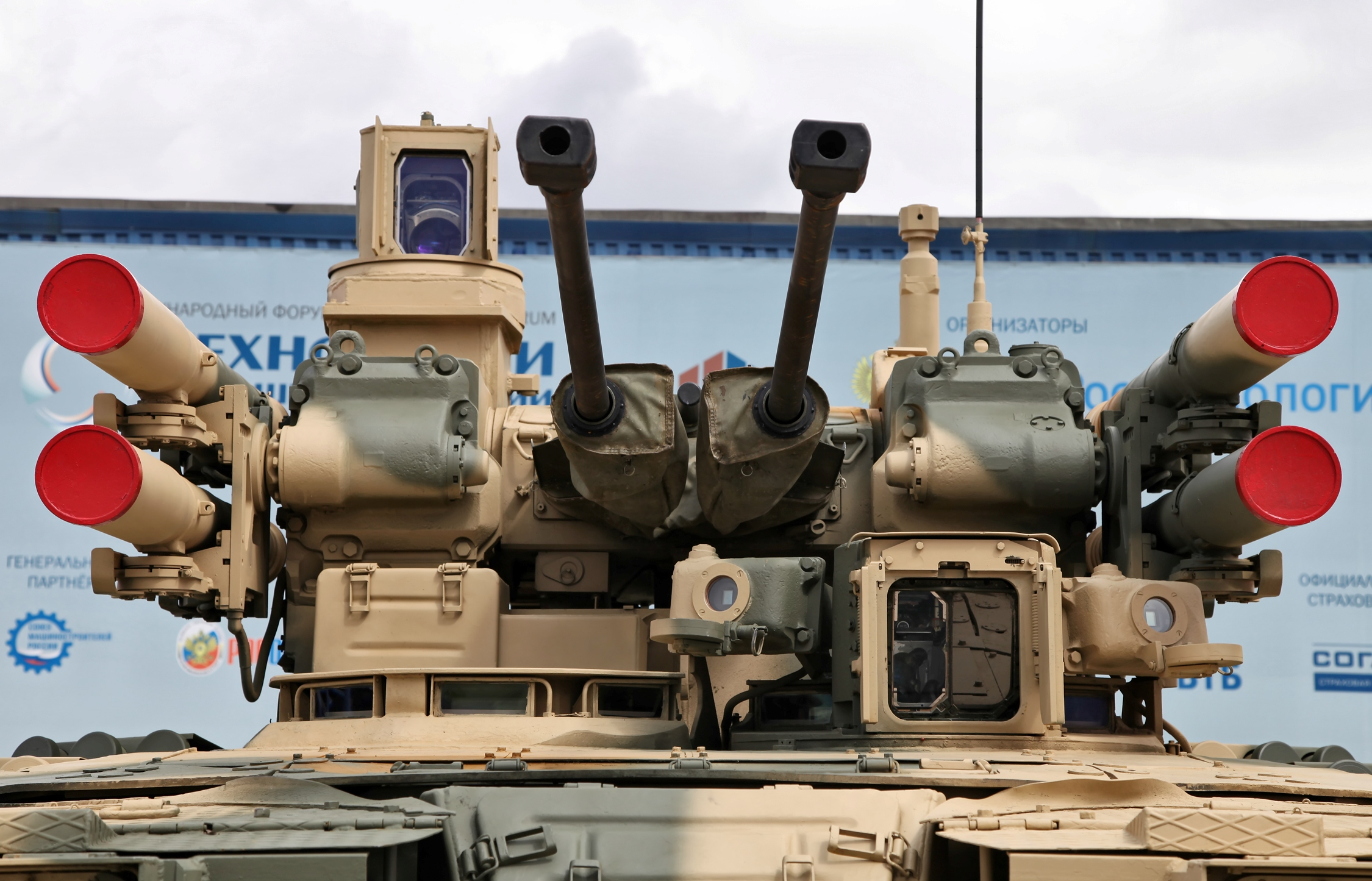
Dwa działka 2A42 zamontowane na BMPT"terminator"